# Meteor (satélite)

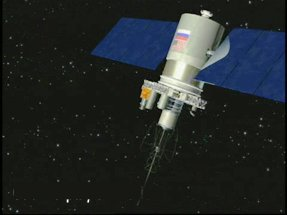
Um satélite Meteor-3M.

Meteor é uma série de satélites meteorológicos produzidos na antiga União Soviética na década de 60.
Eles foram projetados para monitorar a atmosfera; e também a temperatura, umidade, radiação, condições de gelo no mar, nível de neve e nuvens.
Foram lançadas algumas dezenas desses satélites ao longo dos anos, com as seguintes variantes:
- Meteor 1-1
- Meteor 2-21
- Meteor 3
- Meteor 3-5
- Meteor 3-6/PRARE
- Meteor-3M